# Il mio capolavoro
Il mio capolavoro (Mi obra maestra) è un film del 2018 diretto da Gastón Duprat.

## Trama
Buenos Aires. Arturo è un gallerista che non ha mai fatto fortuna, mentre Renzo è il pittore più importante da lui rappresentato, che si trova altresì in una fase di declino. Quando Renzo perde la memoria in seguito ad un incidente, Arturo architetta un piano per sfruttare la situazione.

## Distribuzione
Il film è stato presentato in anteprima fuori concorso alla 75ª Mostra internazionale d'arte cinematografica di Venezia. È stato distribuito nelle sale cinematografiche italiane il 24 gennaio 2019.